# Аррей-э-Ан
Арре́й-э-Ан (фр. Arraye-et-Han) — коммуна во французском департаменте Мёрт и Мозель, региона Лотарингия. Относится к  кантону Номени.

## География
Стоит на реке Сей. Расположен в 19 км от Нанси. Соседние коммуны: Ажонкур, Шеникур и Летрикур на севере, Ольнуа-сюр-Сей на северо-востоке.

## Демография
Население коммуны на 2010 год составляло 331 человек.
| 1962 | 1968 | 1975 | 1982 | 1990 | 1999 | 2010 |
| ---- | ---- | ---- | ---- | ---- | ---- | ---- |
| 248  | 276  | 253  | 240  | 319  | 332  | 331  |